# توشترگلوپه
توشترگلوپه (به آلمانی: Tosterglope) یک شهر در آلمان است که در Dahlenburg واقع شده‌است. توشترگلوپه ۶۵۵ نفر جمعیت دارد.